# Родна кућа народног хероја Бошка Палковљевића Пинкија
Родна кућа народног хероја Бошка Палковљевића Пинкија је под заштитом Завода за заштиту споменика културе Сремска Митровица. С обзиром да представља значајну историјску грађевину, проглашена је непокретним културним добром Републике Србије.

## Историја
Бошко Палковљевић Пинки је рођен 14. децембра 1920. у Манђелосу. По завршетку мале матуре се уписао у средњу техничку школу у Новом Саду у којој је постојала јака организација Савеза комунистичке омладине Југославије у коју се Пинки убрзо укључио. Новембра 1941. је као руководилац скојевске организације у школи организовао штрајк ученика којим су тражени бољи услови за учење као и бољи однос наставника према настави и ученицима. Ухапшен је у следећем штрајку текстилних радника, месец дана касније. Члан Савеза комуниста Југославије је постао 1941. године. Погинуо је 10. јуна 1942. бранећи голоруки народ од окупатора. За народног хероја је проглашен 25. октобра 1953. Његова родна кућа је уписана у регистар Завода за заштиту споменика културе Сремска Митровица 6. децембра 1999. под бројем СК 145, а у централни регистар 27. децембра исте године под бројем СК 1582.